# ام حارتین، السویدا
ام حارتین (به عربی: أم حارتین) یک روستا در سوریه است که در استان سویدا واقع شده‌است. ام حارتین ۵۷۴ نفر جمعیت دارد.